# Major Havoc
Major Havoc (или The Adventures of Major Havoc) — аркадная экшен-игра, изданная Atari, Inc. в 1984 году. Игра выполнена на базе векторной графики в формате вертикального аркадного автомата и состоит из нескольких игровых режимов, которые проходятся поочередно, включая шутер с фиксированной позицией, платформенную игру и симулятор посадки лунного модуля. Разработчиком игры выступил Оуэн Рубин, а дизайн и настройка некоторых уровней были выполнены Марком Серни, который влился в команду разработки приблизительно спустя год после её начала.
Игра была выпущена в виде специализированного автомата в январе 1984 года, а затем в марте 1984 года — в виде комплекта для переоборудования старых векторных аркадных игр, таких как Tempest. В специализированных версиях игры для движения влево-вправо использовался роликовый контроллер, в то время как комплекты для переоборудования использовали штатные контроллеры, например вращающуюся ручку от Tempest.

## Сюжет
Согласно сюжету, изложенному в оригинальном игровом автомате, давным-давно злая Империя ваксиан захватила галактику. Большая часть человечества была порабощена и вывезена на родную планету ваксиан. Немногим людям, которые были учёными, удалось спастись. К текущему моменту (согласно хронологии игры) Империя уже пала, но многочисленные космические станции ваксиан по-прежнему остаются в галактике, управляемые и защищаемые роботами, которые слепо выполняют свои изначальные приказы.
Небольшая группа учёных, которым изначально удалось спастись, смогла клонировать героя человечества Майора Хэвока, чтобы он мог пролететь на своём истребителе «Катастрофайтер» через червоточину в космосе и возглавить армию клонов против роботов ваксиан, а также освободить остатки человечества путём уничтожения вражеских космических станций. Игрок управляет Майором Хэвоком, лидером этой группы клонов.

## Критика
Джин Левин из журнала Play Meter в январе 1984 года дал игре оценку 2 из 10 баллов, раскритиковав её за то, что изначально она выпускалась в виде дорогого специализированного автомата, а не более доступного комплекта для переоборудования. При этом, критик журнала Computer and Video Games посчитал игру «очень играбельной».

## Наследие
Major Havoc стала источником вдохновения для японских разработчиков компьютерных игр 1980-х годов. Игра послужила прямым прототипом игры Theseus для компьютеров MSX — её создатели хотели воспроизвести  ощущение полёта из Major Havoc и добиться плавной прокрутки на домашних системах. Кроме того, первая часть Major Havoc стала основой для создания  игры Silpheed на персональных компьютерах PC-88/98. Хотя Major Havoc не имела большого коммерческого успеха на Западе, она заметно повлияла на развитие японской индустрии компьютерных игр.